# 오윤혜
오윤혜(1982년 8월 6일 - ) 대한민국의 여성 가수이다. 동아방송예술대학 영상음악과를 졸업하였다. 2006년도에 "I Wish"로 데뷔하였다.  가수 윤형렬과 2006년 11월 디지털 싱글 발표 후   2007년 2월 5일 싱글 1집 《溢(넘칠:일)》 앨범을 발표했다.

## 앨범
- 《이것이 사랑이다》 (with 윤형렬) (2006년)
- 《Grown Up Christmas List》 (with 윤형렬) (2006년)
- 《溢 (넘칠：일)》 (2007년)
- 《서운한 마음에》 (2009년)
- 《사랑. 틀린이야기》 (2009년)
- 《약속해줄래》 (2010년)
- 《멍투성이》 (2010년)
- 《그래서 그대는》 (2011년)
- 《한사람》 (2011년)
- 《술 먹고 전화하지마》 (2011년)
- 《사랑에 미치면》 (2012년)
- 《못박지마》 (2012년)
- 《죽을 것 같아》 (with 디헤븐) (2012년)
- 《욕을 해도》 (2012년)
- 《재생 I Love You》 (2013년)
- 《남자는 다그래》 (2013년)
- 《이러다 말겠지》 (2013년)
- 《내 남자가 웁니다》 (with 나아람) (2013년)
- 《나쁜손》 (2014년)
- 《무례한 Boy》 (2014년)
- 《지나갈거야》 (2015년)
- 《소소한 이야기 Part 3》 (2015년)
- 《I wish (Acoustic Ver.)》 (2016년)
- 《여전하구나》 (2016년)
- 《두 여자》 (with 나아람 feat. Huckleberry P) (2016년)
- 《결혼할까요》 (2017년)
- 《피움》 (2017년)

### OST
- 《왔다! 장보리 OST Part 9》 (2014년)
- 《황홀한 이웃 OST Part 5》 (2015년)
- 《우리 갑순이 OST Part 18》 (2017년)